# Strategic Defense Initiative
Strategic Defense Initiative (SDI), var ett planerat försvarsprojekt i USA under Ronald Reagans tid som president. Projektet kallades ofta i dagligt tal för Star Wars (stjärnornas krig), efter Star Wars-filmerna som var populära på bio då. Målet för detta projekt var att kunna slå ut fientliga ballistiska kärnvapen med hjälp av vapen placerade i satelliter. Huvudkomponenten i SDI var så kallade directed energy weapons (DEW), det vill säga olika typer av laser- eller energetiska partikelstrålar. SDI kom dock aldrig att genomföras enligt sina ursprungliga intentioner, mycket på grund av stora teknologiska svårigheter och på grund av den omfattande kritiken på tekniska och politiska grunder. Projektet avbröts officiellt 1993.
Förespråkare för projektet menade att SDI skulle skapa ett skyddande kärnvapenparaply och anser att det bidrog till kommunismens sammanbrott i Sovjetunionen, som hade kritiserat SDI hårt. Dess opponenter menar att det snarare var reformerna under Gorbatjov som orsakade Sovjetsystemets kollaps, och att SDI var ett orealistiskt och dyrt program som inte skulle ge det utlovade skyddet.
SDI kritiserades av många amerikanska forskare. Det amerikanska fysikersamfundet (American Physical Society) publicerade 1987 en ingående vetenskaplig studie av tekniken bakom DEW och sammanfattade studien med orden "Trots att ansenliga framsteg har gjorts inom tekniker för DEW under de senaste två årtiondena, finner studiegruppen stora brister i den vetenskapliga och ingenjörsmässiga förståelsen av många frågor som gäller utvecklingen av dessa teknologier." Projektet försvarades dock av en del forskare som till exempel Edward Teller.
Under tidigt 2000-tal drev George W. Bush frågan vidare, som då kallades missilförsvar.
Hela projektet kostade 44 miljarder amerikanska dollar och anses vara en vit elefant.

### Fotnoter
1. ↑  Elisabeth Braw (20 maj 2007). ”En annan värld fyller 30” (på svenska). Helsingborgs dagblad. https://www.hd.se/2007-05-20/en-annan-varld-fyller-30. Läst 27 juli 2018.
2. ↑  Wolfgang Hansson (12 juni 2004). ”Bush - en blekare kopia av sin idol” (på svenska). Aftonbladet. https://www.aftonbladet.se/nyheter/a/21BAq4/bush-en-blekare-kopia-av-sin-idol. Läst 27 juli 2018.